# 東海大学創造科学技術研究機構
東海大学創造科学技術研究機構（とうかいだいがくそうぞうかがくぎじゅつけんきゅうきこう、英称：Tokai University Institute of Innovative Sciences and Technology）は、東海大学の附置研究所の一つで、2010年（平成22年）に設立。

## 概要
先端分野における国際的研究を行う能力に加えて、ロールモデルとして後進の研究者を育成出来る、メンターに必要な力量を持った人材を養成するための学内特区として設置された。海外留学を含む理想的な研究環境の中で、国際的研究能力を向上させ、教育・研究の場を通じて次世代の研究者を指導するメンター能力を養成出来るように支援している。

## 沿革
- 2010年
  - 7月1日 - 東海大学創造科学技術研究機構を設立。

## 所在地
- 神奈川県平塚市北金目4-1-1